# Krčmaň
Krčmaň (deutsch Krtschman, 1939–1945 Kretschmann) ist eine Gemeinde in Tschechien. Sie liegt zehn Kilometer südöstlich von Olomouc und gehört zum Okres Olomouc.

## Geographie
Krčmaň befindet sich am westlichen Fuße des Tirschitzer Hügellandes (Tršická pahorkatina) am Flüsschen Loučka in der Obermährischen Senke (Hornomoravský úval). Durch den Ort führt die Staatsstraße I/55 zwischen Přerov und Olomouc. Nördlich erhebt sich der Chlum (344 m), im Osten die Hůry (280 m) und im Nordwesten der Chrást und die Horka. Westlich des Dorfes verläuft die Eisenbahnstrecke Olomouc – Přerov, dahinter erstreckt sich das Auwaldgebiet Království (Königswald).
Nachbarorte sind Velký Týnec, Čechovice und Hostkovice im Norden, Přestavlky im Nordosten, Suchonice im Osten, Nelešovice, Čelechovice und Kokory im Südosten, Mladý Kaláb, Hráza, Majetín und Brodek u Přerova im Süden, Dub nad Moravou, Tučapy und Bolelouc im Südwesten, Čertoryje, Drahlov und Charváty im Westen sowie Horka und Grygov im Nordwesten.

## Geschichte
Die erste urkundliche Erwähnung von Czrikzeman erfolgte im Jahre 1252. Ab 1266 wurde das Dorf als Kyrchman, 1361 als Kirczmans, 1364 als Kyrczman, ab 1399 als Krczman, ab 1412 als Krčmany, ab 1414 als Krczman, Krcžman bzw. Krtzman sowie ab 1515 als Krčman bezeichnet. An der Horka wurde auf Grygover Flur seit 1513 Kalkstein abgebaut, 1543 nahm die Stadt Olmütz dort eine Kalkbrennerei in Betrieb. Auch am angrenzenden Nordhang des Chrást wurden mehrere kleine Kalkbrüche betrieben, in denen verschiedene Besitzer lediglich Bausteine gewannen. Die Matriken werden seit 1662 in Velký Týnec geführt. Die erste Kapelle entstand im Jahre 1708. 1721 zerstörte ein Großbrand zwölf Häuser. An der Südseite des Chrást entstand im 19. Jahrhundert ein neuer Kalkbruch. 1841 wurde die Eisenbahnstrecke von Olmütz nach Prerau fertiggestellt, eine Bahnstation entstand bei Krčmaň jedoch nicht. Krčmaň gehörte lange Zeit zu den Besitzungen des Olmützer Kapitels und blieb diesem bis zur Mitte des 19. Jahrhunderts untertänig.
Nach der Aufhebung der Patrimonialherrschaften bildete Krčmany/Krczman ab 1850 eine Gemeinde in der Bezirkshauptmannschaft Olmütz. 1863 brannten 30 Häuser, die Kapelle und 15 Stadel ab. Als amtlicher deutscher Name der Gemeinde wurden ab 1869 alternativ Krtschman und Krčman verwendet. Das Schulhaus entstand 1871. Der amtliche tschechische Ortsname wurde 1893 in Krčmaň geändert. Die Freiwillige Feuerwehr bildete sich ebenfalls 1893. Als nach 1897 die Kalkbrüche an der Horka zur Belieferung der Zementfabrik Hrůza & Rosenberg in Rolsberg bei Olmütz über eine Schmalspurbahn mit der Verladestation Grygov verbunden wurden, erhielt auch der Bruch am Chrást einen Anschluss an die 600 mm-Strecke. Zu Beginn des 20. Jahrhunderts entstand an der Südflanke des Chrást in unmittelbarer Nachbarschaft des alten Bruches, der noch vor dem Ersten Weltkrieg aufgeben wurde, mit dem Strejčkův lom ein zweiter Kalkbruch. Zwischen 1910 und 1911 ließ Hrůza & Rosenberg eine Schmalspurbahn von Rolsberg zu den Kalkbrüchen an Horka und Chrást herstellen. Ab 1921 gehörte die Gemeinde zum Okres Olomouc-venkov. Während der Weltwirtschaftskrise wurde der Strejčkův lom stillgelegt und danach bis 1946 nur auf Bestellung betrieben. Während der deutschen Besetzung erhielt die Gemeinde den deutschen Ortsnamen Kretschmann. 1950 kam die Gemeinde zum Okres Olomouc-okolí und seit dessen Aufhebung im Jahre 1961 gehört sie zum Okres Olomouc. Der Strejčkův lom wurde 1956 an das Unternehmen Betra Grygov angeschlossen, das den mittels Seilhaspelhunteförderung aus dem Bruch gezogenen Stein fortan mit Dumpern nach Grygov transportierte. In den Jahren 1956 bis 1958 erfolgte der Bau des Gemeindeamtes, in das auch ein Spritzenhaus integriert wurde. 1962 wurde mit dem Strejčkův lom der letzte Kalkbruch am Chrást stillgelegt. 1976 erfolgte die Eingemeindung Krčmaňs nach Velký Týnec. Seit 1990 bildet Krčmaň wieder eine eigene Gemeinde.
Krčmaň führt seit 1999 ein vom Heraldiker Velebný geschaffenes Wappen und Banner. Es zeigt ein silbernes Schild mit drei roten Kegeln auf dem Grund. Auf jedem der Kegel wächst eine Küchenschelle in natürlicher Färbung.

### Sprengstoffattentat und Fall „Krčmaň“
Ende 1947 erlangte der Ort durch die Parfümschachtelaffäre (krabičková aféra) landesweites Aufsehen. Bei dem missglückten Paketbombenattentat vom 10. September 1947 auf drei nichtkommunistische Minister der Regierung Klement Gottwald I Petr Zenkl, Jan Masaryk und Prokop Drtina mittels dreier mit Tritol gefüllter hölzerner Parfümboxen stellte sich heraus, dass die Päckchen von einem Dorf bei Olmütz abgeschickt worden waren. Nachdem bekannt geworden war, dass der Schreiner Jan Kopka im Wirtshaus Andeutungen über das „Parfüm“ gemacht hatte und wenig später der Vorsitzende des Örtlichen Nationalausschusses (MNV), Josef Štěpánek, durch den Anschlag einer Erklärung mit merkwürdigem Inhalt aufgefallen war, ließ der ČSNS-Abgeordnete Vladimír Krajina hierzu eine Untersuchung einleiten. Štěpánek floh und wurde schließlich verhaftet. Es stellte sich letztlich heraus, dass die Bomben auf Anordnung des Olmützer Gebietssekretariates der KSČ vom Schreiner Kopka hergestellt und verschickt worden waren, den Sprengstoff hatte der KSČ-Abgeordnete Jura Sosnar-Honzák beschafft. Im November 1947 wurde Sosnar-Honzáks Immunität aufgehoben und er als Initiator verhaftet. Es gilt als wahrscheinlich, dass der Auftrag direkt vom damaligen Olmützer KSČ-Gebietssekretär, Gottwalds Schwiegersohn Alexej Čepička, erteilt worden ist. Der weitere Verlauf der Untersuchungen war vom Februarumsturz überschattet. Das Verfahren wurde im März 1948 abgeschlossen und alle Beschuldigten freigelassen. Die Kommunisten erklärten danach die Angelegenheit zu einer gegen die KSČ gerichteten Provokation der ČSNS und ließen ein Schauverfahren gegen die Olmützer ČSNS-Abgeordneten Zdeněk Marjanko, František Doležel, František Kolava und weitere Prozessbeteiligte der Gegenseite aufrollen.

## Gemeindegliederung
Für die Gemeinde Krčmaň sind keine Ortsteile ausgewiesen.

## Sehenswürdigkeiten
- Filialkirche des hl. Florian, erbaut 1865 anstelle der 1863 abgebrannten Kapelle
- Barocke Statue des hl. Antonius von Padua, am Hang südlich des Ortes, geschaffen 1756
- Kyrill- und Methodkreuz, es soll schon zur Zeit der Christianisierung aufgestellt worden sein
- Steinernes Kreuz, an einem Wegekreuz nordwestlich des Dorfes, geschaffen 1794
- Sühnekreuz aus dem Jahre 1910, in den Feldern 500 m westlich des Dorfes
- Kalvariensäule
- Bildstock
- Gusseisernes Kreuz
- Kalkbrüche an den Hügeln Horka und Chrást, seit 1513 nachweislich
- Naturdenkmal U bílých hlin, Grassteppe am Chrást
- Naturdenkmal U strejčkova lomu, Grassteppe in einem alten Kalkbruch am Chrást, hier wie am U bílých hlin befinden sich Populationen einer als Moravica bezeichneten besonderen Varietät der Großen Küchenschelle, die nur auch Kalk und Serpentinit vorkommt
- Auwaldgebiet Království, seit 1995 als Naturreservat geschützt
- Königseiche (Král dub), westlich des Dorfes am Rande des Königswaldes, der etwa 500-jährige stattliche Baum ist als Baumdenkmal geschützt